# Readymades belong to everyone
Readymades belong to everyone ist ein Ausstellungsprojekt, welches 1987 in New York City entstanden ist. Der französische Künstler Philippe Thomas (1952–1995) verwandelte 1987 die Cable Gallery in New York in eine Agentur, die er readymades belong to everyone® nannte. Alle Aspekte, die an der Schaffung, Ausstellung und Verbreitung eines Kunstwerks beteiligt sind (das Werk selbst, der Künstler, das Publikum, die Galerien, Museen usw.) wurden durch die Agentur kommuniziert und vertreten. Das Ausstellungsprojekt fand unter anderem 1994 im Musée d’art moderne et contemporain (Genf) und 1995 im Museu d’Art Contemporani de Barcelona statt.